# NGC 7105
NGC 7105 (другие обозначения — PGC 67181, MCG -2-55-1) — линзообразная галактика (S0) в созвездии Козерог.
Этот объект входит в число перечисленных в оригинальной редакции «Нового общего каталога».